# Mörike-Gemeinschaftsschule Backnang

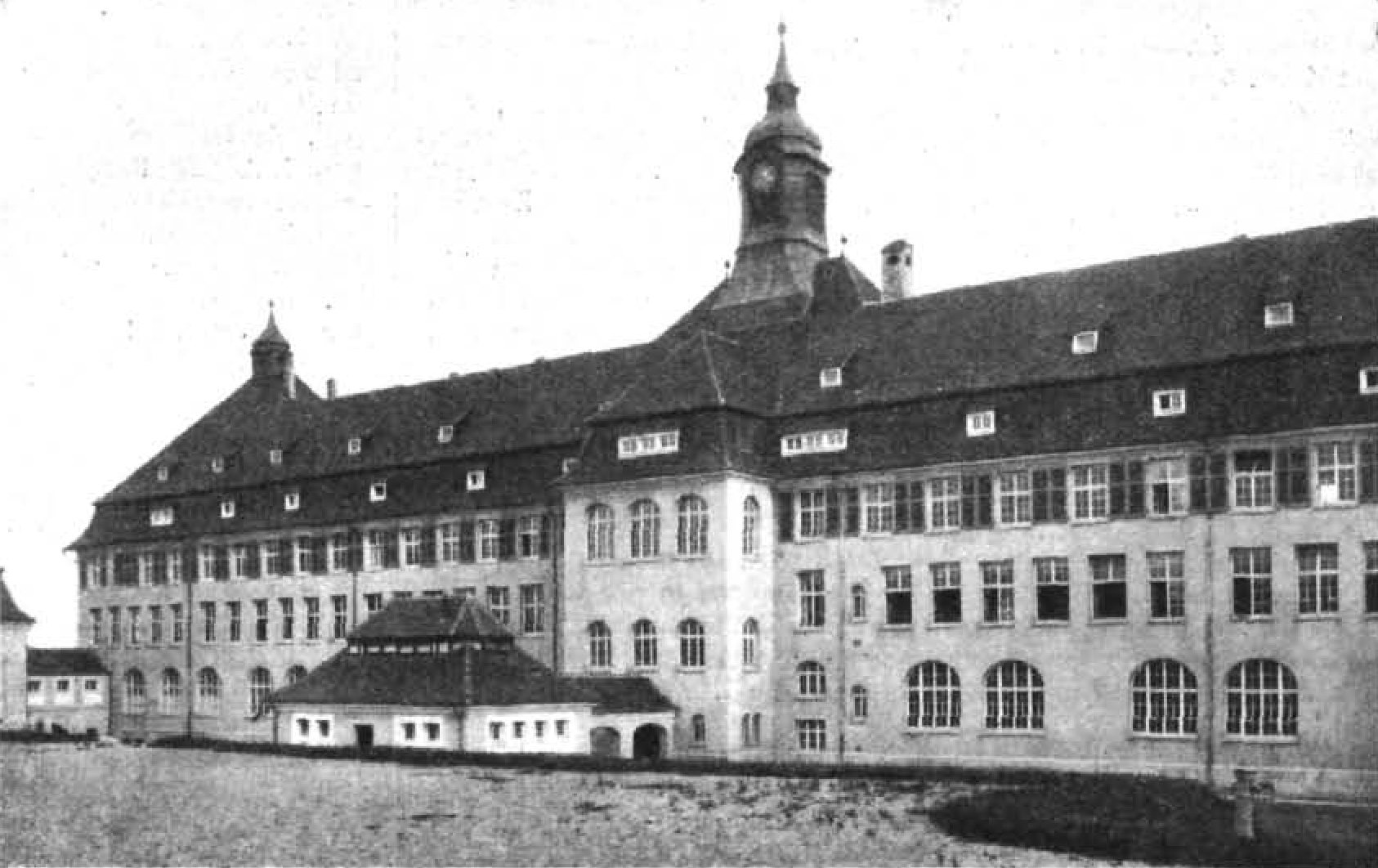
Hofseite des Hauptgebäudes (1910)

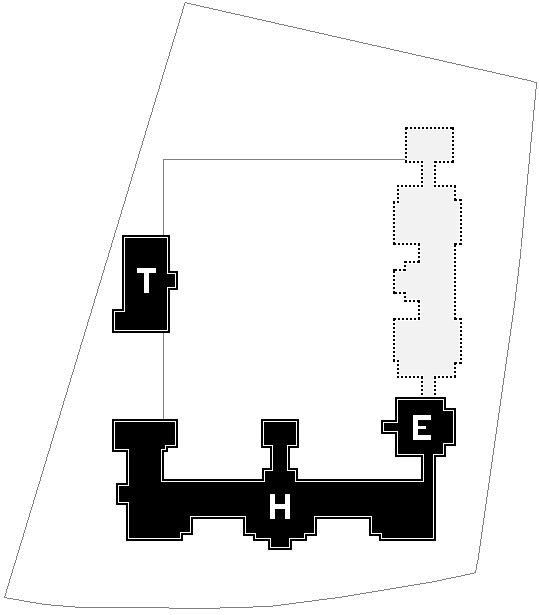
Lageplan mit Hauptgebäude (H), Turnhalle (T), Küchengebäude mit Speisesaal (E) und mit der geplantem Präparandenanstalt (grau)

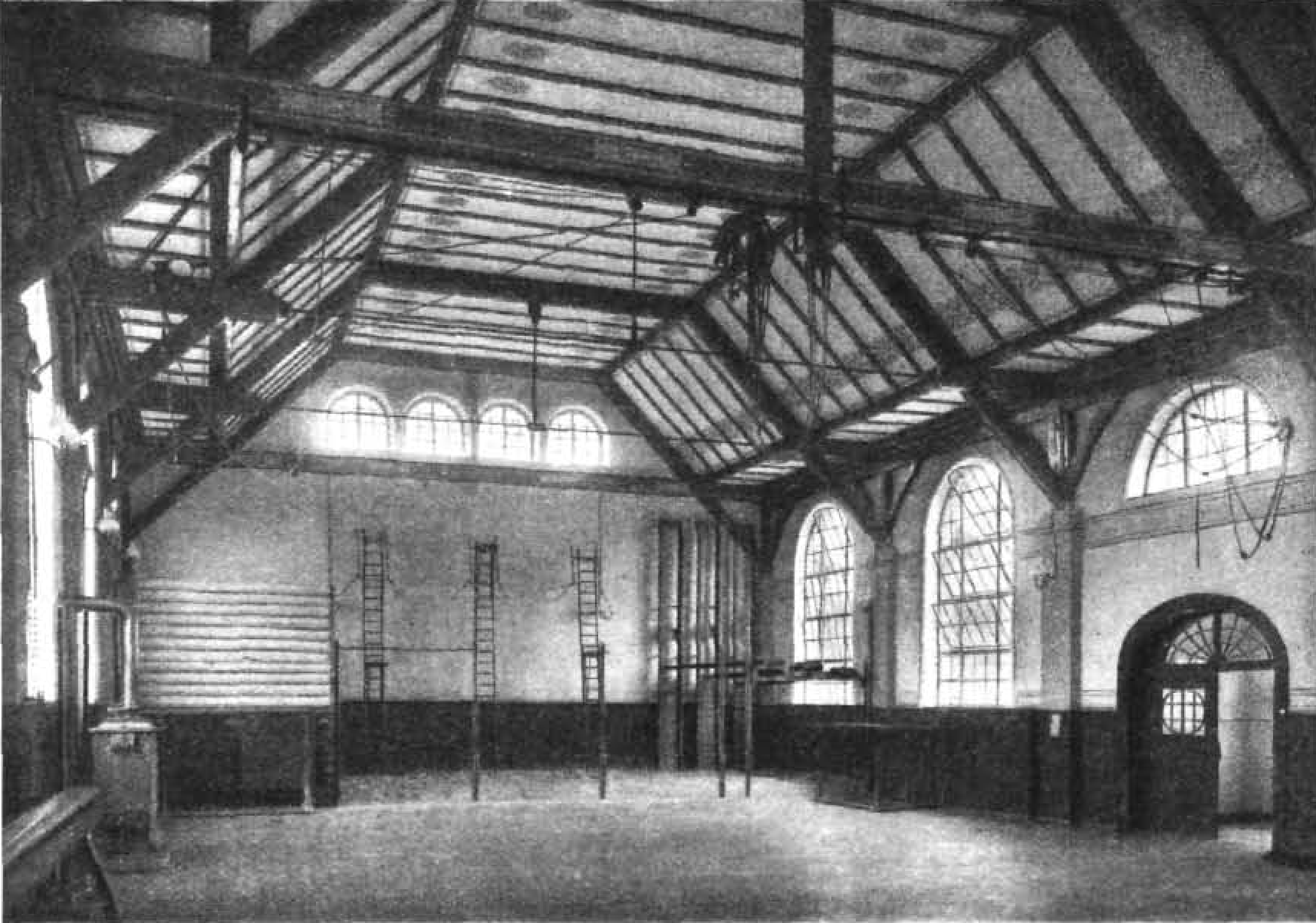
Innenansicht der Turnhalle (1910)

Die Mörikeschule-Gemeinschaftsschule Backnang im baden-württembergischen Backnang ist seit dem Schuljahr 2013/2014 eine Gemeinschaftsschule im Bereich der Primarstufe (Klassenstufen 1 bis 4) und der Sekundarstufe (Klassenstufe 5 im ersten Jahr). Bis zum Schuljahr 2018/2019 wurden die Klassen der Sekundarstufe nach dem Modell der Werkrealschule weitergeführt und dann in die Gemeinschaftsschule integriert.

## Baugeschichte und Architektur
Das Schulgebäude der Mörikeschule wurde 1907–1909 für das Königlich Württembergische Evangelische Lehrerseminar Backnang errichtet. Der Entwurf stammte vom Architekten Albert von Beger, der als hochrangiger Baubeamter in der württembergischen Bauverwaltung arbeitete. Den Bauplatz mit einer Größe von 25.000 m² hatte die Stadt Backnang kostenlos zur Verfügung gestellt. Die Baukosten lagen bei 775.000 Mark (heute etwa 5.540.000 Euro), die Einweihung fand am 25. Mai 1909 statt. Um einen Turn- und Spielplatz waren drei größere Gebäude gruppiert, die Unterrichtsräume, Internat und Wirtschaftsräume enthielten. Auf der Ostseite des Schulhofs war eine Präparandenanstalt geplant, die aber nie ausgeführt wurde.

## Weitere Nutzungsgeschichte
1934 wurde hier eine der ersten Nationalpolitischen Erziehungsanstalten (Napola) eingerichtet. Nach Kriegsende diente das Gebäude kurzzeitig als Lazarett der US Army, dann ab 1946 als provisorische Unterkunft für Displaced Persons, zumeist jüdische Bürger. 1952 wurde im Gebäude eine vierklassige Grundschule eingerichtet. 1959 kaufte die Stadt Backnang das Gebäude; seit 1961 heißt die Grund- und Hauptschule darin nach Eduard Mörike Mörikeschule. Von 1963 bis 1974 nutzten auch die örtlichen Kaufmännischen Berufsschulen das Gebäude.